# Tatort: Am Ende geht man nackt
Am Ende geht man nackt ist ein Fernsehfilm aus der Krimireihe Tatort. Der vom Bayerischen Rundfunk produzierte Beitrag ist die 1018. Tatort-Episode und wurde am 9. April 2017 im Ersten, auf ORF 2 und auf SRF 1 erstgesendet. Das fränkische Ermittlerduo Voss und Ringelhahn ermittelt seinen dritten Fall.

## Handlung
Bei einem Brandanschlag auf eine Flüchtlingsunterkunft in Bamberg kommt es zur Explosion einer Gasflasche: Ein Bewohner muss notoperiert werden, eine weitere Bewohnerin, Neyla Mafany aus Kamerun, wird in einem mit Magnetschloss verriegelten Vorratsraum tot aufgefunden. Die Obduktion ergibt als Todesursache eine Rauchvergiftung. Paula Ringelhahn, Wanda Goldwasser und Sebastian Fleischer nehmen die Ermittlungen auf. Ihr Kollege Felix Voss, der von einer Reise in den Kaukasus zurückgekehrt ist, schleust sich als tschetschenischer Flüchtling in die Unterkunft ein, um undercover zu ermitteln. Neyla Mafany arbeitete als Schreibkraft im Büro von Anton Bernhart und hatte mit ihm ein Verhältnis. Vermittelt hatte die Stelle dessen Frau Michaela Busch, die als ehrenamtliche Helferin in der Unterkunft arbeitet und am Tatabend anwesend war. Sie gibt zu, in Gedanken Neyla unzählige Male umgebracht zu haben, doch hätte sie ihren Mann dadurch nicht zurückgewinnen können. Ringelhahn glaubt ihr. Sie konzentriert sich somit auf Sascha Benedikt, den Vermieter der Unterkunft, der gerade erst den Versicherungsschutz für die Feuerversicherung dieses Objektes auf das Dreifache erhöht hatte. Er begründet es damit, dass die Bewohner trotz Verbots mit Gaskochern kochen. Einen Beweis für dessen Verstrickung kann Ringelhahn nicht erbringen. Als anhand von Überwachungsaufnahmen und Zeugenaussagen der rechtsradikale Benjamin Funk als derjenige ermittelt werden kann, der den Brandsatz geworfen hat, leugnet dieser, von Benedikt dazu einen Auftrag erhalten zu haben. Allerdings wohnt der Arbeitslose sehr günstig in einer Immobilie Benedikts. 
Felix Voss freundet sich in der Flüchtlingsunterkunft mit dem sechzehnjährigen Basem Hemidi aus Damaskus an. Der Marokkaner Said Gashi ist der Drahtzieher für jegliche Aktivitäten der Asylsuchenden, er vermittelt sie gegen erhebliche Provision an die ohne Anmeldung arbeitende Firma Putzengel und organisiert auch Einbrüche. Ihm traut Voss alles zu. Nachdem er versehentlich enttarnt worden ist, kann er nicht weiter undercover ermitteln und verlässt das Lager. Er hätte zu gern Basem Hemidi geholfen, doch dieser wendet sich von ihm ab, weil er sich verraten fühlt. Trotzdem fasst Voss den Entschluss, den Minderjährigen zu sich zu nehmen. Als er ihm dies mitteilen will, muss der Kommissar feststellen, dass sich Basem von Said dazu überreden lassen hatte, bei einem Einbruch mitzumachen. Voss und Ringelhahn eilen zu dem gerade gemeldeten Einbruch, aber Voss kommt zu spät. Der Hausbesitzer hat auf die Einbrecher geschossen und Basem dabei tödlich getroffen.
Nach Abschluss der kriminaltechnischen Untersuchungen stellt sich heraus, dass der Neodym-Magnetschalter der Tür aufgrund der großen Hitze oberhalb der Curie-Temperatur funktionsuntüchtig geworden war und die Tür nicht mehr entriegelt werden konnte. Eine mutwillige Handlung, um Neyla Mafany in dem Raum einzusperren, lag somit nicht vor.

## Hintergrund

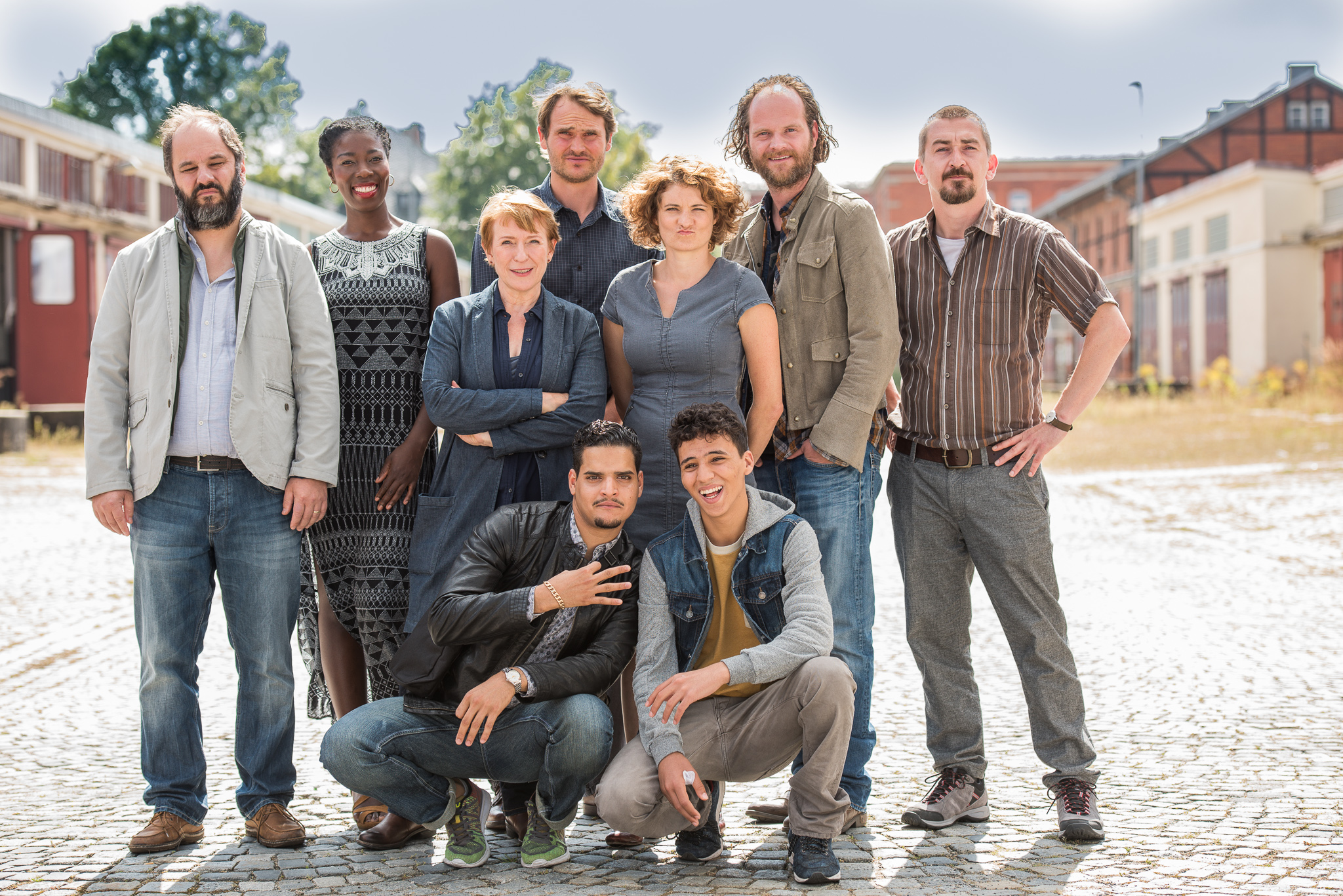
Während der Dreharbeiten am	6. September 2016

Der Film wurde vom 9. August 2016 bis zum 9. September 2016 in Bamberg und Nürnberg gedreht. Die Premiere fand am 4. April 2017 in Bamberg statt.

## Rezeption

### Kritiken
„Stark wird der Film, wenn er zeigt, unter welchen Bedingungen Flüchtlinge im vergangenen Jahr hierzulande leben mussten: Eng zusammengepfercht in behelfsmäßigen Notunterkünften, mit zu wenigen Duschen und Toiletten, in Stockbetten ohne Privatsphäre. Er zeigt, wie langsam die Mühlen der Bürokratie mahlten und dass Einige dabei schlicht vergessen wurden.“

„Der dritte ‚Tatort‘ aus Franken thematisiert einen Brandanschlag auf eine Flüchtlingsunterkunft. Gezeigt wird auch, wie verkrustet das System im Umgang mit Asylsuchenden sein kann. Doch die Autoren verheddern sich.“

„Man schleift und würgt sich die Figuren zurecht, bis sie irgendwie in die konstruierte Handlung passen. Ein weiterer Beleg dafür, wie lieblos die ARD-Redaktionen zum Teil mit den von ihnen betreuten Figuren verfahren. In Anbetracht dieses Würstchen-undercover-'Tatort' fragt man sich schon, wofür die Redakteure des öffentlich-rechtlichen Rundfunks eigentlich bezahlt werden. Alle reden über das horizontale Erzählen in US-Serienvorbildern, aber von den Verantwortlichen ist niemand bereit, weiter als bis zur allernächsten Produktion zu denken.“

„Und die Ausländer sprechen praktisch alle dieses ulkig gebrochene Filmdeutsch, Fremdheit ist nur behauptete Fremdheit, denn eigentlich kann sich jeder mit jedem bestens unterhalten. Und man kann sich das gut ansehen – was bei einem Stoff wie diesem nur bedingt ein Lob ist. Der Sonntagabendkrimi ist nun mal ein Unterhaltungsformat. Aber das Thema Flucht ist am Ende zu groß, auch für diesen so betont anspruchsvollen Tatort.“

### Einschaltquoten
Die Erstausstrahlung von Am Ende geht man nackt am 9. April 2017 wurde in Deutschland von 8,16 Millionen Zuschauern gesehen und erreichte einen Marktanteil von 24,0 % für Das Erste. In der Schweiz wurde der Tatort auf SRF 1 von 372.000 Zuschauern geschaut und erreichte einen Marktanteil von 21,8 %.